# Eleonora Austriacka
Eleonora Habsburżanka (fr. Éléonore de Habsbourg), (ur. 14 listopada 1498 w Leuven, zm. 25 lutego 1558 w Talavera de la Reina, Hiszpania) – infantka hiszpańska, księżniczka burgundzka, królowa Portugalii w latach 1518–1521 jako żona Manuela Szczęśliwego, królowa Francji w latach 1530–1547 jako żona Franciszka I Walezjusza, hrabina Turenii od 1547.
W Hiszpanii nazywano ją Leonor de Austria, w Portugalii – Leonora, a we Francji – royne Eleonore lub Alienor.
Urodziła się w Leuven (dzisiejsza Belgia) jako najstarsze dziecko Filipa I Pięknego, księcia Burgundii oraz Joanny Szalonej, infantki Kastylii i Aragonii, późniejszej królowej Hiszpanii. Jej rodzeństwem byli: cesarz Karol V Habsburg, cesarz Ferdynand I Habsburg, Izabela Burgundzka – królowa Danii, Maria – królowa Węgier i Katarzyna – królowa Portugalii.

## Pierwsze małżeństwo
Kiedy Eleonora była małą dziewczynką, jej rodzina próbowała wydać ją za mąż za króla Anglii (Henryka VII lub Henryka VIII), króla Francji (Ludwika XII lub Franciszka I) lub nawet za króla Polski (Zygmunta I Starego). Żaden z tych mariaży się nie udał, więc ostatecznie Eleonora poślubiła króla Portugalii – Manuela I. Manuel był wdowcem, wcześniej był żonaty z Izabelą z Asturii i Marią, ciotkami Eleonory.
Ich ślub miał miejsce 16 lipca 1518. Manuel zmarł 13 grudnia 1521, podczas zarazy, a Eleonora została wdową. Para miała dwoje dzieci: 
- Carlosa (ur. 18 lutego 1520 – zm. 15 kwietnia 1521),
- Marię de Portugal, księżną Viseu (ur. 8 czerwca 1521 – zm. 10 października 1577), jedną z najbogatszych księżniczek w Europie.

## Drugie małżeństwo
Na mocy pokoju w Cambrai zwanego "pokojem dam", Eleonora poślubiła owdowiałego króla Francji – Franciszka I (pierwszą żoną Franciszka była Klaudia Walezjuszka). Ślub odbył się 4 lipca 1530 roku. Ta para nie miała dzieci.
Eleonora nie miała wpływu na wewnętrzną politykę Francji, ale pomagała w kontaktach Francji z Cesarstwem, była bowiem ulubioną siostrą cesarza Karola V. Zmarła w 1558 roku, wracając z podróży do Badajoz, gdzie próbowała pogodzić się ze swoją córką Marią.